# انتخابات الرئاسة البرتغالية 1951
انتخابات الرئاسة البرتغالية 1951 هي انتخابات رئاسية جرت في 1951، في البرتغال.
فاز بالانتخابات Francisco Craveiro Lopes ‏.